# جان بليسي
جان بليسي (بالفرنسية: Jean Blaise)‏ هو مخرج فني فرنسي، ولد في 17 أبريل 1951 في الجزائر في الجزائر.